# Phytopathology
Phytopathology – międzynarodowe, recenzowane czasopismo naukowe publikujące w dziedzinie fitopatologii.
Czasopismo ma około stuletnią historię. Publikacje dotyczą badań nad naturą i rozprzestrzenianiem się chorób roślin oraz nad czynnikami je wywołującymi. Tematyką obejmują m.in. bakteriologię, biochemię i biologię komórki na linii gospodarz-pasożyt, kontrolę biologiczną chorób i szkodników, ekologię i biologię populacji, epidemiologię, etiologię chorób, genetykę i immunologię gospodarzy, mykologię i nematologię roślin, badania nad stresem roślin i mykotoksynami czy wirusologię. Według The Literature of Crop Science publikowanego przez Cornell University Press, pismo to zajmuje pierwsze miejsce pod względem wpływu na badania i edukację w zakresie nauk o roślinach uprawnych.
Czasopismo wydawane jest przez ASP Press, wydawnictwo przy American Phytopathological Society.